# Winter-Asienspiele 2017/Skilanglauf
Bei den Winter-Asienspielen 2017 in Sapporo wurden  die Wettbewerbe im Skilanglauf zwischen dem 20. und dem 26. Februar 2017 ausgetragen. Austragungsort war das Skilanglaufstadion Shirahatayama Open Stadium.

## Skilanglauf Männer

### Sprint klassisch
| Platz | Sportler             | Land                |
| ----- | -------------------- | ------------------- |
| 1     | Kim Magnus           | Südkorea            |
| 2     | Sun Qinghai          | Volksrepublik China |
| 3     | Nobuhito Kashiwabara | Japan               |
| 4     | Shang Jincai         | Volksrepublik China |
| 5     | Wang Qiang           | Volksrepublik China |
| 6     | Sergey Malyshev      | Kasachstan          |
| 7     | Hwang Jun-ho         | Südkorea            |
| 8     | Nikolai Tschebotko   | Kasachstan          |

Datum: 20. Februar 2017

### 15 km Freistil
| Platz | Sportler             | Land                | Zeit        |
| ----- | -------------------- | ------------------- | ----------- |
| 1     | Rinat Mukhin         | Kasachstan          | 41:25,3 min |
| 2     | Naoto Baba           | Japan               | 41:29,8 min |
| 3     | Akira Lenting        | Japan               | 41:33,3 min |
| 4     | Sergei Tscherepanow  | Kasachstan          | 41:49,1 min |
| 5     | Nikolai Tschebotko   | Kasachstan          | 42:50,4 min |
| 6     | Jerdos Achmadijew    | Kasachstan          | 43:10,5 min |
| 7     | Wang Qiang           | Volksrepublik China | 43:33,8 min |
| 8     | Kim Magnus           | Südkorea            | 43:35,5 min |
| 9     | Nobuhito Kashiwabara | Japan               | 44:06,7 min |
| 10    | Kim Min-woo          | Südkorea            | 44:24,5 min |

Datum: 21. Februar 2017

### 10 km klassisch
| Platz | Sportler            | Land                | Zeit        |
| ----- | ------------------- | ------------------- | ----------- |
| 1     | Akira Lenting       | Japan               | 25:15,6 min |
| 2     | Kim Magnus          | Südkorea            | 25:32,5 min |
| 3     | Kōhei Shimizu       | Japan               | 25:39,0 min |
| 4     | Sergei Tscherepanow | Kasachstan          | 25:51,1 min |
| 5     | Nikolai Tschebotko  | Kasachstan          | 26:08,2 min |
| 6     | Jerdos Achmadijew   | Kasachstan          | 26:16,6 min |
| 7     | Naoto Baba          | Japan               | 26:27,5 min |
| 8     | Sergey Malyshev     | Kasachstan          | 26:32,3 min |
| 9     | Mark Chanloung      | Thailand            | 26:46,6 min |
| 10    | Wang Qiang          | Volksrepublik China | 27:21,3 min |

Datum: 23. Februar 2017

### 4 × 10-km-Staffel
| Platz | Sportler                                                              | Land                | Zeit        |
| ----- | --------------------------------------------------------------------- | ------------------- | ----------- |
| 1     | Nobuhito Kashiwabara Kōhei Shimizu Naoto Baba Akira Lenting           | Japan               | 1:27:30,3 h |
| 2     | Sergei Tscherepanow Jerdos Achmadijew Nikolai Tschebotko Rinat Mukhin | Kasachstan          | 1:27:49,4 h |
| 3     | Hwang Jun-ho Park Seong-beom Kim Min-woo Kim Magnus                   | Südkorea            | 1:30:12,2 h |
| 4     | Sun Qinghai Shang Jincai Zhu Mingliang Wang Qiang                     | Volksrepublik China | 1:33:50,4 h |

Datum: 24. Februar 2017

### 30 km Freistil Massenstart
| Platz | Sportler            | Land                | Zeit         |
| ----- | ------------------- | ------------------- | ------------ |
| 1     | Akira Lenting       | Japan               | 1:22:54,0 h  |
| 2     | Sergei Tscherepanow | Kasachstan          | 1:22:54,0 h  |
| 3     | Nikolai Tschebotko  | Kasachstan          | 1:22:56,3 h  |
| 4     | Jerdos Achmadijew   | Kasachstan          | 1:22:59,4 h. |
| 5     | Naoto Baba          | Japan               | 1:23:03,3 h. |
| 6     | Wang Qiang          | Volksrepublik China | 1:23:07,8 h. |
| 7     | Kim Magnus          | Südkorea            | 1:24:18,6 h. |
| 8     | Kim Eun-ho          | Südkorea            | 1:24:35,5 h. |
| 9     | Kōhei Shimizu       | Japan               | 1:27:06,1 h. |
| 10    | Park Seong-beom     | Südkorea            | 1:27:26,8 h. |

Datum: 26. Februar 2017

## Skilanglauf Frauen

### Sprint klassisch
| Platz | Sportler          | Land                |
| ----- | ----------------- | ------------------- |
| 1     | Man Dandan        | Volksrepublik China |
| 2     | Jelena Kolomina   | Kasachstan          |
| 3     | Casey Wright      | Australien          |
| 4     | Ju Hye-ri         | Südkorea            |
| 5     | Angelina Schuryga | Kasachstan          |
| 6     | Tamara Ebel       | Kasachstan          |
| 7     | Hikari Miyazaki   | Japan               |
| 8     | Marina Matrossowa | Kasachstan          |

Datum: 20. Februar 2017

### 10 km Freistil
| Platz | Sportler            | Land                | Zeit        |
| ----- | ------------------- | ------------------- | ----------- |
| 1     | Yuki Kobayashi      | Japan               | 30:24,6 min |
| 2     | Lee Chae-won        | Südkorea            | 30:49,0 min |
| 3     | Jelena Kolomina     | Kasachstan          | 31:14,4 min |
| 4     | Kozue Takizawa      | Japan               | 31:25,2 min |
| 5     | Chisa Ōbayashi      | Japan               | 31:35,4 min |
| 6     | Li Hongxue          | Volksrepublik China | 32:10,9 min |
| 7     | Marina Matrossowa   | Kasachstan          | 32:19,7 min |
| 8     | Anzhelika Tarassova | Kasachstan          | 32:31,5 min |
| 9     | Chi Chunxue         | Volksrepublik China | 32:53,9 min |
| 10    | Hikari Miyazaki     | Japan               | 33:17,8 min |

Datum: 21. Februar 2017

### 5 km klassisch
| Platz | Sportler            | Land                | Zeit        |
| ----- | ------------------- | ------------------- | ----------- |
| 1     | Yuki Kobayashi      | Japan               | 14:56,1 min |
| 2     | Jelena Kolomina     | Kasachstan          | 15:02,8 min |
| 3     | Li Hongxue          | Volksrepublik China | 15:18,6 min |
| 4     | Chi Chunxue         | Volksrepublik China | 15:22,9 min |
| 5     | Kozue Takizawa      | Japan               | 15:24,8 min |
| 6     | Chisa Ōbayashi      | Japan               | 15:32,9 min |
| 7     | Li Xin              | Volksrepublik China | 15:34,2 min |
| 8     | Angelina Schuryga   | Kasachstan          | 15:43,6 min |
| 9     | Karen Chanloung     | Thailand            | 15:46,0 min |
| 10    | Anzhelika Tarassova | Kasachstan          | 15:53,1 min |

Datum: 23. Februar 2017

### 4 × 5-km-Staffel
| Platz | Sportler                                                                | Land                | Zeit        |
| ----- | ----------------------------------------------------------------------- | ------------------- | ----------- |
| 1     | Hikari Miyazaki Kozue Takizawa Yuki Kobayashi Chisa Ōbayashi            | Japan               | 1:08:16,6 h |
| 2     | Man Dandan Li Xin Chi Chunxue Li Hongxue                                | Volksrepublik China | 1:08:41,4 h |
| 3     | Je Sang-mi Han Da-som Ju Hye-ri Lee Chae-won                            | Südkorea            | 1:09:13,3 h |
| 4     | Angelina Schuryga Anzhelika Tarassova Marina Matrossowa Jelena Kolomina | Kasachstan          | 1:09:37,3 h |

Datum: 24. Februar 2017

### 15 km Freistil Massenstart
| Platz | Sportler          | Land                | Zeit        |
| ----- | ----------------- | ------------------- | ----------- |
| 1     | Yuki Kobayashi    | Japan               | 43:28,6 min |
| 2     | Lee Chae-won      | Südkorea            | 43:32,5 min |
| 3     | Li Hongxue        | Volksrepublik China | 43:33,8 min |
| 4     | Kozue Takizawa    | Japan               | 43:38,5 min |
| 5     | Chisa Ōbayashi    | Japan               | 43:44,1 min |
| 6     | Jelena Kolomina   | Kasachstan          | 44:18,2 min |
| 7     | Angelina Schuryga | Kasachstan          | 44:40,2 min |
| 8     | Chi Chunxue       | Volksrepublik China | 45:17,7 min |
| 9     | Tamara Ebel       | Kasachstan          | 45:37,7 min |
| 10    | Ma Qinghua        | Volksrepublik China | 45:45:4 min |

Datum: 26. Februar 2017